# Cyrtopogon turgenicus
Cyrtopogon turgenicus är en tvåvingeart som beskrevs av Pavel Lehr 1998. Cyrtopogon turgenicus ingår i släktet Cyrtopogon och familjen rovflugor. Inga underarter finns listade i Catalogue of Life.